# Salvatore Agresta
Salvatore Agresta (Mesoraca, 9 dicembre 1944) è un docente universitario, pedagogista e storico della pedagogia italiano, già professore ordinario di Storia della pedagogia all'Università degli Studi di Messina, noto in particolare per i suoi contributi pionieristici alla storia della pedagogia e all'analisi delle istituzioni educative del Mezzogiorno d'Italia durante l'epoca borbonica e post-unitaria. Le sue ricerche archivistiche approfondite sulle dinamiche scolastiche nel Sud Italia hanno aperto nuove prospettive di studio sul ruolo dell'istruzione nelle politiche sociali borboniche e nel processo di unificazione italiana. Le sue due opere principali, Scuole, maestri e metodi nella Sicilia borbonica (1817-1860) e Scuole, Maestri e Maestre nelle Calabrie borboniche (1816-1860), sono diventate punti di riferimento per studiosi e ricercatori, rendendolo una figura influente nel campo della storia dell'educazione.

## Biografia
Dopo aver frequentato il corso di laurea in materie Letterarie presso la Facoltà di Magistero dell'Università degli Studi di Messina, si laurea nel marzo 1969 con una tesi intitolata "Ideologia e realtà storica nella formazione di Antonio Labriola", sotto la supervisione di Nicolao Merker.
Il 1° maggio 1971 Agresta ottiene l'incarico di assistente alla I Cattedra di Pedagogia a Messina, tenuta da Giuseppe Catalfamo; esattamente due anni dopo, il 1° maggio 1973, viene confermato nel ruolo di assistente ordinario alla medesima cattedra. Sempre a partire dal 1973 dirige una serie di seminari nell'ambito delle attività dell'Istituto di Pedagogia, dedicati agli studenti della Facoltà di Magistero e focalizzati sulla storia della pedagogia e sulle principali questioni educative del tempo. Tra le tematiche affrontate si evidenziano le riflessioni sulla pedagogia marxista sovietica, l’individualizzazione dell’insegnamento, il pensiero di Gramsci in relazione all'educazione e lo spiritualismo pedagogico. Durante questi incontri esplora inoltre metodologie per l’insegnamento elementare, la pedagogia dell'infanzia e le influenze di figure come Giuseppe Lombardo Radice, unendo a queste analisi una comparazione tra pragmatismo e marxismo.
Nel corso del suo primo decennio d’insegnamento presso il Magistero di Messina, Agresta riceve riconoscimenti per "l'operosità scientifica" e partecipa attivamente all’Accademia Peloritana dei Pericolanti. La sua collaborazione con la rivista Prospettive Pedagogiche, fondata da Giuseppe Catalfamo, è particolarmente prolifica: negli anni settanta pubblica una serie di articoli significativi che affrontano temi come l’istruzione programmata nell’Unione Sovietica, il ruolo di Antonio Gramsci nella pedagogia, l'approccio pedagogico di Antonio Labriola e la storiografia di Dina Bertoni Jovine. Altri articoli indagano questioni come il "marxismo aperto" in pedagogia, l’esperienza educativa di Bruno Ciari e i vari fattori che costituiscono i contenuti dell’istruzione, offrendo un contributo importante alla riflessione educativa dell’epoca.
Negli anni novanta concentra la sua attenzione sulla ricerca archivistica e sull'analisi di fondi conservati negli archivi di stato delle province siciliane. Queste ricerche portano alla pubblicazione di una serie di lavori sulla storia della scuola nel Mezzogiorno d'Italia, tra cui L'istruzione in Sicilia (1995) e Istruzione e scolarità nella Sicilia del primo Ottocento. Fonti documentarie (2004). Nel 1996 viene nominato coordinatore del Corso di laurea triennale in Scienze dell'Educazione e della Formazione, attivato sia nella sede di Messina che in quella di Noto presso il Consorzio Universitario Mediterraneo Orientale; alla fine degli anni novanta la sua attività didattica si intensifica: tiene gli insegnamenti di Storia della Pedagogia, Storia della scuola e delle istituzioni educative nel corso di laurea triennale e Storia della Pedagogia nei corsi di laurea magistrale in Progettazione e direzione dei sistemi formativi e dei servizi educativi e in Scienze Pedagogiche. Inoltre, tiene lezioni e seminari nel dottorato di ricerca in Pedagogia interculturale dell'Università degli Studi di Messina.
Tra le pubblicazioni più recenti di Agresta, realizzate in collaborazione con Caterina Sindoni, spiccano due opere dedicate alla storia dell’istruzione nel sud Italia durante l’epoca borbonica: il volume Scuole, maestri e metodi nella Sicilia borbonica (1817-1860), pubblicato nel 2012, è stato particolarmente apprezzato e ha ottenuto il Premio internazionale Francesco Saverio Nitti per il Mediterraneo nella categoria "Pedagogia, Storia della Pedagogia e Filosofia" durante la prima edizione del 2016; nello stesso anno pubblica il primo volume di Scuole, Maestri e Maestre nelle Calabrie borboniche (1816-1860), continuando a esplorare le dinamiche educative del Mezzogiorno d’Italia nel periodo borbonico.
Attualmente è impegnato in una serie di ricerche sull'istruzione pubblica nel Regno delle Due Sicilie e collabora con l'Unità locale di Messina del Progetto di ricerca di Rilevante Interesse Nazionale (PRIN, 2017) su Istruzione e sviluppo nel Sud Italia dall'Unità all'Età giolittiana (1861-1914).

## Opere
- La scuola obbligatoria nel mondo, Messina, Peloritana, 1976.
- Tendenze e strategie dell'insegnamento obbligatorio, Messina, Peloritana, 1979.
- Utopia e pedagogia in Morelly, Messina, Samperi, 1984.
- L'istruzione nel Mezzogiorno d'Italia: 1806-1860, Messina, Samperi, 1992. ISBN 88-86038-11-9
- L'istruzione in Sicilia: 1815-1860, Messina, Samperi, 1995. ISBN 88-86038-17-8
- Essere donne insegnanti. Storia, professionalità e cultura di genere, Torino, Rosenberg & Sellier, 1996. ISBN 978-88-701-1661-8
- L'arte di guardare la TV... e rimanere sani (insieme a Giorgio Paglia), Roma, Paoline Editoriale Libri, 1998. ISBN 978-88-315-1589-4
- Help! Alle radici dell'auto-aiuto, Milano, Paoline, 2000. ISBN 88-31520-51-2
- L'educazione mancata. Maestri, scolari e comuni nella Sicilia preunitaria (1816-1860), Torino, Thélème, 2001. ISBN 88-87419-21-3
- Istruzione e scolarità nella Sicilia del primo Ottocento. Fonti documentarie, Messina, Società messinese di storia patria, 2004. ISBN 88-87617-53-8
- Scuole, maestri e metodi nella Sicilia borbonica (1817-1860) (insieme a Caterina Sindoni), Lecce, Pensa Multimedia, 2012. ISBN 978-88-676-0049-6
- Scuole, maestri e maestre nelle Calabrie borboniche (1816-1860) (insieme a Caterina Sindoni), vol. I, Lecce, Pensa Multimedia, 2016. ISBN 978-88-676-0440-1

## Premi e riconoscimenti
- 2014 – Premio del Centro Italiano per la Ricerca Storico-Educativa.
- 2016 – Premio internazionale Francesco Saverio Nitti per il Mediterraneo[3][4].